# 대한민국의 국가정보원장
국가정보원장(國家情報院長)은 국가정보원을 대표하는 직위로, 장관급 정무직공무원으로 보한다.

## 임명
- 국가정보원장은 대통령이 임명한다.
- 국회는 임명에 대한 인사청문회를 실시한다.

## 역할
- 각 행정기관의 장은 소관사무를 통할하고 소속공무원을 지휘·감독한다.
- 국가정보원장은 국가안전보장에 관련되는 정보·보안 및 범죄수사에 관한 사무를 관장한다.

## 역대 원장

### 중앙정보연구위원회 위원장
| 공화국    | 대수 | 이름       | 임기                             | 비고                                                            |
| --------- | ---- | ---------- | -------------------------------- | --------------------------------------------------------------- |
| 제2공화국 | 초대 | 장면(張勉) | 1960년 11월 11일~1961년 5월 20일 | 제4대 부통령, 제2대, 7대 국무총리,민주당 최고위원, 주 미국 대사 |

### 시국정화본부 본부장
| 공화국    | 대수 | 이름           | 임기                           | 비고 |
| --------- | ---- | -------------- | ------------------------------ | ---- |
| 제2공화국 | 초대 | 이귀영(李貴永) | 1961년 3월 2일~1963년 5월 18일 |      |

### 중앙정보부장
| 정부        | 대수           | 이름                              | 임기                              | 비고   |
| ----------- | -------------- | --------------------------------- | --------------------------------- | ------ |
| 제2공화국   | 초대           | 김종필(金鍾泌)                    | 1961년 5월 20일~1963년 1월 6일    | 장관급 |
| 제2공화국   | 2대            | 김용순(金容珣)                    | 1963년 1월 7일~1963년 2월 20일    |        |
| 제2공화국   | 3대            | 김재춘(金在春)                    | 1963년 2월 21일~1963년 7월 11일   |        |
| 제3공화국   | 4대            | 김형욱(金炯旭)                    | 1963년 7월 12일~1969년 10월 20일  |        |
| 제3공화국   | 5대            | 김계원(金桂元)                    | 1969년 10월 21일~1970년 12월 20일 |        |
| 제3공화국   | 6대            | 이후락(李厚洛)                    | 1970년 12월 21일~1973년 12월 3일  |        |
| 제4공화국   | 6대            | 이후락(李厚洛)                    | 1970년 12월 21일~1973년 12월 3일  |        |
| 7대         | 신직수(申稙秀) | 1973년 12월 4일~1976년 12월 5일   |                                   |        |
| 8대         | 김재규(金載圭) | 1976년 12월 6일~1979년 10월 26일  |                                   |        |
| -           | 윤일균(尹鎰均) | 1979년 10월 27일~1979년 10월 30일 | 직무대행                          |        |
| 9대 (서리)  | 이희성(李熺性) | 1979년 10월 31일~1979년 12월 12일 |                                   |        |
| -           | 윤일균(尹鎰均) | 1979년 12월 13일~1980년 4월 13일  | 직무대행                          |        |
| 10대 (서리) | 전두환(全斗煥) | 1980년 4월 14일~1980년 7월 17일   |                                   |        |
| 11대        | 유학성(兪學聖) | 1980년 7월 18일~1981년 4월 7일    |                                   |        |

### 국가안전기획부장
| 정부        | 대수 | 이름           | 임기                             | 비고              |
| ----------- | ---- | -------------- | -------------------------------- | ----------------- |
| 제5공화국   | 11대 | 유학성(兪學聖) | 1981년 4월 8일~1982년 6월 1일    | 부총리급으로 격상 |
| 제5공화국   | 12대 | 노신영(盧信永) | 1982년 6월 2일~1985년 2월 18일   |                   |
| 제5공화국   | 13대 | 장세동(張世東) | 1985년 2월 19일~1987년 5월 25일  |                   |
| 제5공화국   | 14대 | 안무혁(安武赫) | 1987년 5월 26일~1988년 5월 6일   |                   |
| 노태우 정부 | 15대 | 배명인(裵命仁) | 1988년 5월 7일~1988년 12월 4일   |                   |
| 노태우 정부 | 16대 | 박세직(朴世直) | 1988년 12월 5일~1989년 7월 18일  |                   |
| 노태우 정부 | 17대 | 서동권(徐東權) | 1989년 7월 19일~1992년 3월 30일  |                   |
| 노태우 정부 | 18대 | 이상연(李相淵) | 1992년 3월 31일~1992년 10월 8일  |                   |
| 노태우 정부 | 19대 | 이현우(李賢雨) | 1992년 10월 9일~1993년 2월 25일  |                   |
| 김영삼 정부 | 20대 | 김덕(金悳)     | 1993년 2월 26일~1994년 12월 23일 | 장관급으로 격하   |
| 김영삼 정부 | 21대 | 권영해(權寧海) | 1994년 12월 24일~1998년 2월 24일 |                   |
| 김대중 정부 | 22대 | 이종찬(李鍾贊) | 1998년 2월 25일~1999년 1월 21일  |                   |

### 국가정보원장
| 정부        | 대수     | 이름           | 임기                             | 비고                   |
| ----------- | -------- | -------------- | -------------------------------- | ---------------------- |
| 김대중 정부 | 1대      | 이종찬(李鍾贊) | 1999년 1월 22일~1999년 5월 25일  |                        |
| 김대중 정부 | 2대      | 천용택(千容宅) | 1999년 5월 26일~1999년 12월 23일 |                        |
| 김대중 정부 | 3대      | 임동원(林東源) | 1999년 12월 24일~2001년 3월 26일 |                        |
| 김대중 정부 | 4대      | 신건(辛建)     | 2001년 3월 27일~2003년 4월 24일  |                        |
| 노무현 정부 | 5대      | 고영구(高泳耉) | 2003년 4월 25일~2005년 7월 11일  |                        |
| 노무현 정부 | 6대      | 김승규(金昇圭) | 2005년 7월 11일~2006년 11월 23일 |                        |
| 노무현 정부 | 7대      | 김만복(金萬福) | 2006년 11월 23일~2008년 2월 11일 |                        |
| 이명박 정부 | 8대      | 김성호(金成浩) | 2008년 3월 26일~2009년 2월 11일  |                        |
| 이명박 정부 | 9대      | 원세훈(元世勳) | 2009년 2월 12일~2013년 3월 21일  |                        |
| 박근혜 정부 | 10대     | 남재준(南在俊) | 2013년 3월 21일~2014년 5월 11일  |                        |
| 박근혜 정부 | 직무대리 | 한기범(韓基範) | 2014년 5월 11일~2014년 7월 18일  | 1차장 겸 원장 직무대행 |
| 박근혜 정부 | 11대     | 이병기(李丙琪) | 2014년 7월 18일~2015년 3월 1일   |                        |
| 박근혜 정부 | 직무대리 | 한기범(韓基範) | 2015년 3월 1일~2015년 3월 17일   | 1차장 겸 원장 직무대행 |
| 박근혜 정부 | 12대     | 이병호(李炳浩) | 2015년 3월 17일~2017년 5월 31일  |                        |
| 문재인 정부 | 13대     | 서훈(徐薰)     | 2017년 6월 1일~2020년 7월 2일    |                        |
| 문재인 정부 | 직무대리 | 최용환(崔容煥) | 2020년 7월 2일~2020년 7월 29일   | 1차장 겸 원장 직무대행 |
| 문재인 정부 | 14대     | 박지원(朴智元) | 2020년 7월 29일~2022년 5월 11일  |                        |
| 윤석열 정부 | 직무대리 | 권춘택         | 2022년 5월 11일~2022년 5월 26일  | 1차장 겸 원장 직무대행 |
| 윤석열 정부 | 15대     | 김규현(金奎顯) | 2022년 5월 26일~2023년 11월 26일 |                        |
| 윤석열 정부 | 직무대리 | 홍장원         | 2023년 11월 26일~2024년 1월 16일 | 1차장 겸 원장 직무대행 |
| 윤석열 정부 | 16대     | 조태용(趙太庸) | 2024년 1월 16일~2025년 6월 4일   |                        |
| 이재명정부  | 직무대리 | 오호룡         | 2025년 6월 4일~2025년 6월 24일   |                        |
| 이재명정부  | 17대     | 이종석(李鍾奭) | 2025년 6월 25일~                 |                        |

## 같이 보기
- 국가정보원
- 국가정보원 차장
- 국가정보원 기획조정실장